# Manuel Gustavo Bordalo Pinheiro (retrato)
O Retrato de Manuel Gustavo Bordalo Pinheiro é um óleo sobre madeira da autoria do pintor português Columbano Bordalo Pinheiro. Pintado em 1884 e mede 46 cm de altura e 36 cm de largura.
A pintura pertence ao Museu do Chiado de Lisboa.